# Експедиция на Луис и Кларк
Експедицията на Мериуедър Луис и Уилям Кларк през 1804 – 1806 г., известна също като Корпус за открития, е първата експедиция от САЩ, прекосила територията между Атлантическия и Тихия океан и върнала се обратно.

## Изследване на Запада
Експедицията на Мериуедър Луис (на английски: Meriwether Lewis, 18 август 1774 – 11 октомври 1809) и Уилям Кларк (на английски: William Clark, 1 август 1770 – 1 септември 1838) е втората официална експедиция между тези 2 океана северно от Мексико. Първата експедиция, достигнала брега на Тихия океан на Британска Колумбия, е на шотландско-канадския изследовател сър Александър Маккензи, който осъществява подвига си на 20 юли 1793 г.

## Решение на Конгреса
Покупката на Луизиана през 1803 г. предизвиква интерес към разширението на американската територия до западния бряг. Съединените щати не знаят какво точно са купили, а и Франция не е наясно с териториите, които е продала. Няколко месеца след покупката президентът Томас Джеферсън осигурява финансиране от $ 2500 от Конгреса за експедиция на запад. Целта на американската експедиция на северозапад е да изучава индианските племена, ботаниката, геологията, терена и дивите животни в региона, както и да оцени степента на влияние на установилите се вече в областта британски и френски (канадски) ловци и трапери.
В писмо от 20 юни 1803 г. Джеферсън пише на капитан Мериуедър Луис, когото е избрал за водач на експедицията:
| „ | Целта на вашата експедиция е да изследвате река Мисури и такова основно нейно течение, така че, чрез маршрута и комуникацията си с водите на Тихия океан, Колумбия, Орегон, Колорадо или друга река да може да осигури най-прекия и проходим воден път през този континент с цел търговия. | “ |

Луис избира за свой партньор Уилям Кларк. Кларк има чин младши лейтенант, но Луис прикрива това от подчинените си и споделя водачеството на експедицията, обръщайки се към Кларк като към „капитан“.

## Пътешествие
„Напуснах Питсбърг този ден с отряд от 11 ръце, от които 7 са войници, един навигатор, и трима младежи изпитателно, които са предложили да ме придружат през цялото пътешествие.“ С тези думи Мериуедър Луис започва първия запис в дневника на епичната експедиция към Тихия океан.
Луис обявява устието на река Дюбоа (на източната страна на Мисисипи, срещу устието на Мисури) за официална начална точка, но двата и половина месеца, прекарани в пътуване по течението на река Охайо, може да се считат за истинското ѝ начало. Кларк купува две големи и пет по-малки кофи сол, един тон сушено свинско и лекарства. Отрядът от 33 души включва 29, които са активни участници в организационното развитие и обучение на Корпуса през зимата на 1803 – 1804 в лагер Дюбоа, територия Илинойс, срещу устието на река Мисури. Те поемат на път от лагера Дюбоа, близо до днешен Хартфорд, Илинойс, и започват историческото си пътешествие на 14 май 1804 г. Скоро се срещат с Кларк в Сейнт Чарлз, Мисури, и Корпусът поема на запад по река Мисури. Скоро минават през Ла Шарет, последното бяло поселение на реката. Експедицията следва Мисури през днешните Канзас Сити, Мисури и Омаха, Небраска. На 20 август 1804 г. умира сержант Чарлс Флойд, изглежда от остър апендисит. През последната седмица на август Луис и Кларк достигат границата на Големите равнини, място, изобилстващо с лосове, елени, бизони и бобри. Това е сиукска територия.
Първото племе, което срещат, янктон сиуксите, са по-мирни от западните си съседи, тетон сиуксите, известни също като лакота. Янктон сиуксите са разочаровани от петте медала, дадени им като дар от Луис и Кларк, и ги предупреждават за тетон сиуксите нагоре по реката. Тетон сиуксите получават своите дарове със зле прикрита враждебност. Един вожд иска лодка от Луис и Кларк като цена за преминаване през територията им. Луис и Кларк се подготвят за бой, щом индианците стават по-опасни. Преди да се стигне дотам обаче, двете страни се отдръпват. Американците бързо продължават нагоре по реката и зимата ги заварва на територията на племето мандани.
През зимата на 1804 – 1805 г. отрядът построява форт Мандан близо до днешен Уошбърн, Северна Дакота. През зимата американците се радват на добри взаимоотношения с манданите, които живеят в близост. Там те наемат френския трапер Тусен Шарбоно, чиято жена шошони Сакагауеа става преводачка между американците и шошоните и не персе. В няколко случая тя служи и като гид на експедицията.
През април 1805 г. няколко членове на експедицията са изпратени обратно вкъщи с доклад за откритията на Луис и Кларк. Те носят 108 растителни и животински екземпляра (включително и живи животни), 68 минерални находки и карта на САЩ, изготвена от Кларк. Периодично на Джеферсън са изпращани и други екземпляри, включително прерийно кученце, което Джеферсън получава живо в кутия.
На 9 април 1805 г. експедицията тръгва отново. Продължава плаването нагоре по реката, на 106º з.д. открива левия ѝ приток река Милк, а на 110º 30` з.д. – река Марайас. И двете реки водят началото си от хребета Луис (в южната част на Предния хребет на Скалистите планини). На 13 юни достигат до водопадите Грейт Фолс, а на 25 юни – до областта Трий Форкс – мястото, където се сливат реките Джеферсън (от запад, най-голяма), Мадисън (средна) и Галатин (от изток). Изкачват се по река Джеферсън и на 10 август достигат до извора ѝ. Оттам тръгват на запад, преминават през хребета Битъруд (3322 м) през прохода Леми на коне и достигат до река Салмън (от басейна на Колумбия). Продължават на северозапад, достигат до река Клиъруотър (десен приток на Снейк Ривър от басейна на Колумбия), спускат се по нея и на 10 октомври откриват река Снейк Ривър (около 1670 км). Продължават надолу по Снейк Ривър, на 16 октомври достигат до река Колумбия и започват спускане по нея, като преминават покрай водопадите Селило и покрай днешния град Портланд, Орегон, и пристигат в устието на Колумбия, на брега на Тихия океан, на 15 ноември и там презимуват. На един голям бор Кларк издялква надписа:
Кларк пише в дневника си „Окиан [правилно] се вижда! О! Радостта!“. До това време експедицията е изправена пред втората сурова зима и групата решава да гласува дали лагерът да бъде разположен на северния или на южния бряг на Колумбия. Отрядът решава да лагерува на южния бряг (днешния град Астория, Орегон), където изгражда форт Клатсоп като зимна квартира. Членовете на експедицията добиват сол от морска вода, ловуват лосове и други диви животни и контактуват с местните племена. Зимата на 1805 – 1806 е много дъждовна и те трудно се снабдяват с подходящо месо. На 23 март 1806 започват обратното пътешествие. Те използват четири издълбани канута, които купуват от индианците, и още едно, което открадват в „отплата“ за предишна кражба. След по-малко от месец изоставят канутата, защото се оказва особено трудно да ги пренасят около всички водопади.
След като прекосяват Континенталния вододел, където откриват прохода Лоло в хребета Битъруд, съединяващ долината на Клиъруотър с долината на Мисури, експедицията се разделя на две, за да може Луис да изследва река Мараяс. Групата на Луис, от четирима души, се среща с племето чернокраки. Срещата е добросърдечна, но през нощта индианците се опитват да откраднат оръжията им и двама от тях са убити. Луис, Друяр и братята Фийлд бягат повече от 160 км за един ден, преди да лагеруват. Кларк междувременно е навлязъл на територията на племето кроу, известно като крадци на коне. През нощта половината коне на Кларк изчезват, но нито един кроу не е видян. Луис и Кларк се събират на точката на сливане на реките Йелоустоун и Мисури на 11 август. Кларк и спътниците му са се спуснали по реките с лодки. Един от ловците му, Пиер Крузат, сляп с едното око и късоглед с другото, прострелва Луис в бедрото, обърквайки го с лос. Корпусът се спуска по течението на Мисури и достига Сейнт Луис на 23 септември 1806 г.

## Памет
Името на Мериуедър Луис носят:
- река Луис (45°51′ с. ш. 122°47′ з. д. / 45.85° с. ш. 122.783333° з. д.) в щата Вашингтон, десен приток на Колумбия;
- хребет в САЩ.

## Постижения
- Наблюдавани са и описани 178 растения и 122 вида и подвида животни.
- Дневниците на Луис и Кларк носят голямо количество информация за Запада.
- Поставено е начало на дипломатически отношения с редица индиански племена.
- Фокусирано е вниманието на обществото към Запада, насърчена е търговията.
- Засилена е американската претенция към територията Орегон.
- САЩ придобиват по-голямо знание за географията на американския Запад под формата на карти на големите реки и планински вериги.